# Rue Balard
La rue Balard est une voie du 15e arrondissement de Paris dans le quartier de Javel.

## Situation et accès
Elle fait 1 000 mètres de longueur et est répartie en 106 numéros. Elle commence au quai André-Citroën et finit place Balard.
Elle est située dans le quartier de Javel, à proximité des stations de métro Javel - André Citroën et Balard, et de la gare de Javel. Elle longe en partie le parc André-Citroën.

## Origine du nom
Elle doit son nom à Antoine-Jérôme Balard (1802-1876), chimiste français.

## Historique
La rue est ouverte par décret du 18 mars 1896 entre la rue Saint-Charles et la place Balard et prend sa dénomination actuelle par un arrêté du 7 décembre 1900.
Elle est prolongée une première fois par décret du 24 novembre 1906 entre la rue des Cévennes et la rue Saint-Charles puis une seconde fois par décret du 25 mars 1912 entre le rond-point du Pont-Mirabeau et la rue des Cévennes.

## Bâtiments remarquables et lieux de mémoire
- Le stand de tir de Balard se trouvait à proximité.
- Au croisement avec la rue Gutenberg est érigée dans l'entre-deux-guerres la « pouponnière Citroën », garderie d'enfants pour les employés de l'usine voisine du quai de Javel, qui comptait plusieurs dizaines de milliers d'employés. L'usine est détruite au début des années 1980 et le quartier subit un profond réaménagement. L'ancienne pouponnière est remplacée par un immeuble contemporain.

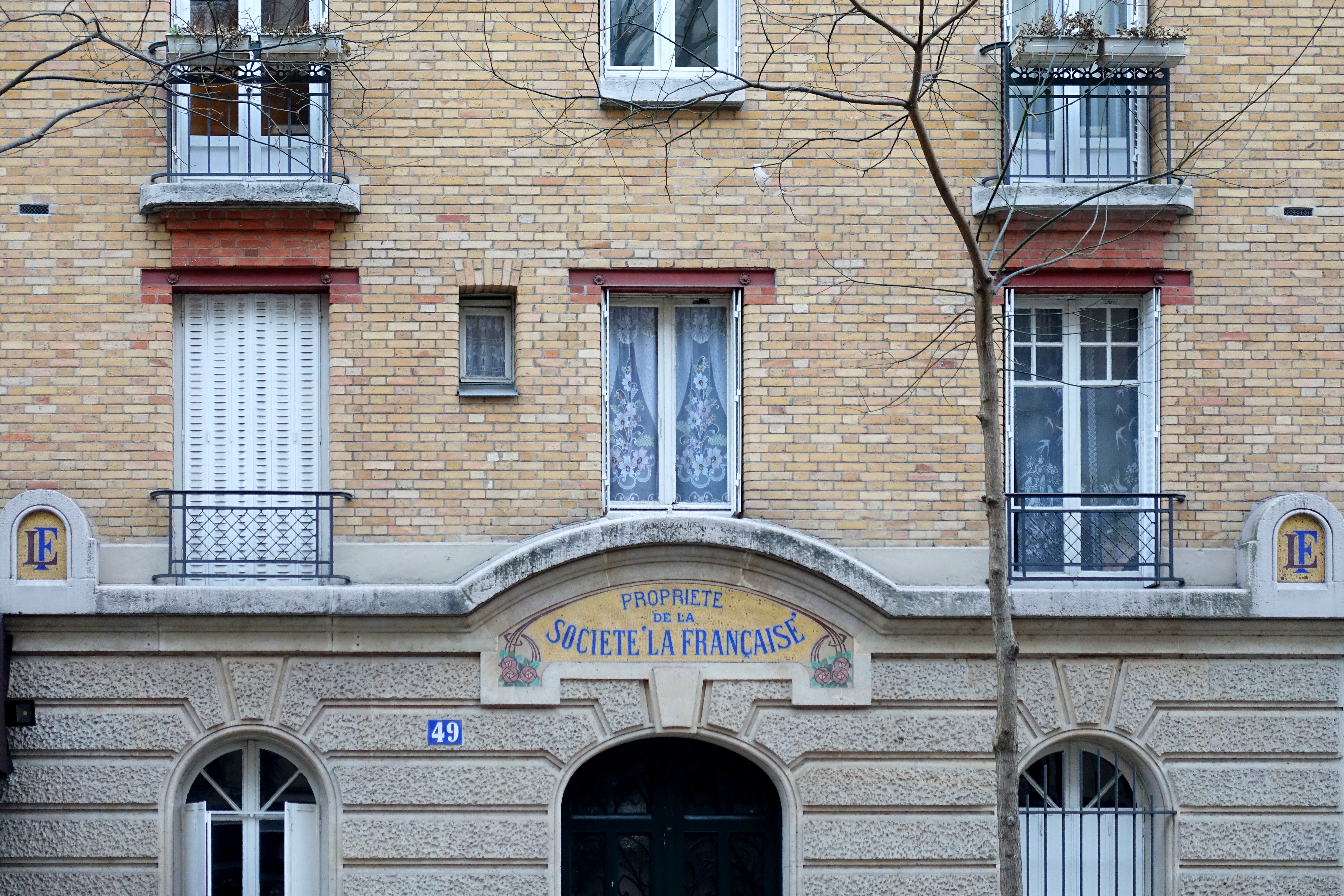
No 46, propriété de la Société La Française.
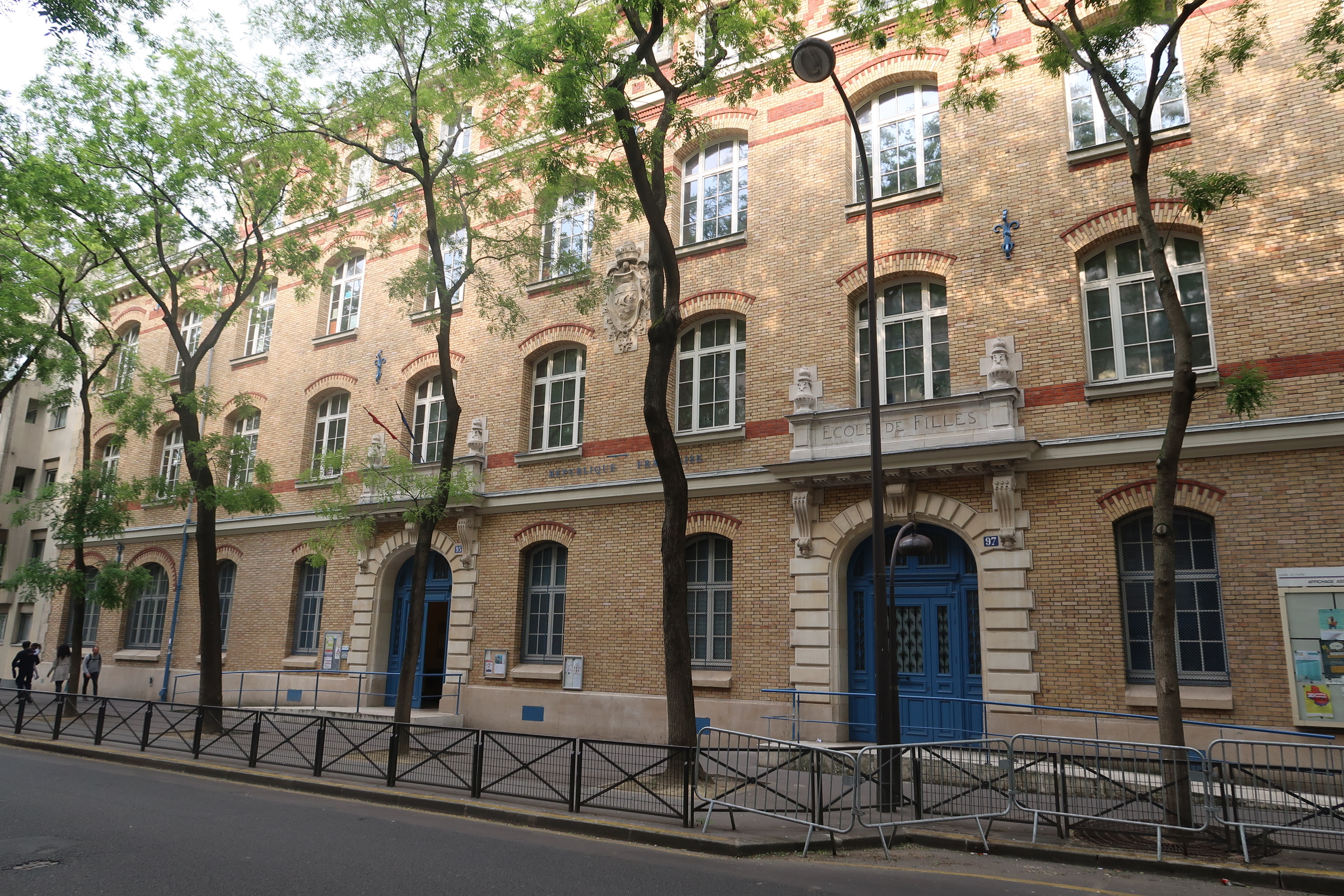
No 97, école maternelle.